# Jacques Renoir
Pour les articles homonymes, voir Renoir.
Jacques Renoir, né le 30 décembre 1942 à Cagnes-sur-Mer et mort le 7 novembre 2024 à Nice, est un photographe et directeur de la photographie français. 

## Biographie
Jacques Renoir est l'arrière-petit-fils du peintre Auguste Renoir et d'Aline Charigot, le petit-fils de l'acteur Pierre Renoir, le fils de Claude Renoir (directeur de la photographie), le petit-neveu du réalisateur Jean Renoir et le demi-frère de l'actrice Sophie Renoir.
Diplômé de l'École Louis-Lumière, Jacques Renoir est d'abord assistant réalisateur de Roger Vadim, Claude Sautet, Pierre Granier-Deferre. Il participe à l'odyssée de la Calypso avec le commandant Cousteau. Photographe, il réalise aussi plusieurs reportages pour la télévision.
Jacques Renoir meurt le 7 novembre 2024 à Nice à l'âge de 81 ans.

## Filmographie

### Directeur de la photographie
- 1966 : Le Potier
- 1966 : Calanda
- 1969 : Les Baleines du désert (TV) épisode de la série télévisée Le Monde de Jacques Cousteau
- 1970 : Ces Incroyables machines plongeantes (TV) épisode de la série télévisée Le Monde de Jacques Cousteau
- 1970 : La Mer vivante (TV) épisode de la série télévisée Le Monde de Jacques Cousteau
- 1971 : Pieuvre, petite pieuvre (TV) épisode de la série télévisée Le Monde de Jacques Cousteau
- 1972 : Le Sourire du morse (TV) épisode de la série télévisée Le Monde de Jacques Cousteau
- 1974 : On n'est pas sérieux quand on a 17 ans
- 1976 : À l'ombre d'un été
- 1981 : Staline est mort (TV)
- 1983 : Les Malheurs d'Octavie
- 1984 : Polar
- 1985 : Le Déclic de Jean-Louis Richard
- 1993 : Déclic fatal (TV)
- 1993 : Les Audacieux (TV)
- 1999 : La Femme du boulanger (TV)
- 2000 : La Trilogie marseillaise : César (TV)
- 2005 : Double Meurtre (TV) épisode de la série télévisée Navarro
- 2005 : Escort Blues (TV) épisode de la série télévisée Navarro

## Expositions
- Beddington Fine Art galerie de Bargemon[7]
- Zeit-foto salon à Tokyo[8]
- Chateau musée de Cagnes-sur-Mer[9]
- Abbaye de Tournus[10]

## Roman biographique
- Le Tableau amoureux, Fayard, 2003 : biographie romancée de la famille d'Auguste Renoir adaptée au cinéma par Gilles Bourdos en 2012 sous le titre Renoir.